# Agriophyllum lateriflorum
Agriophyllum lateriflorum là loài thực vật có hoa thuộc họ Dền. Loài này được (Lam.) Moq. mô tả khoa học đầu tiên năm 1849.